# Jossie Graumann
Jossie Marie Joelle Graumann (Port-au-Prince, 18 marzo 1994) è un'altista tedesca, di origine haitiana.

## Palmarès
| Anno | Manifestazione   | Sede     | Evento        | Risultato | Prestazione | Note |
| ---- | ---------------- | -------- | ------------- | --------- | ----------- | ---- |
| 2013 | Europei juniores | Rieti    | Salto in alto | 16ª (q)   | 1,81 m      |      |
| 2015 | Europei under 23 | Tallinn  | Salto in alto | 4ª        | 1,84 m      |      |
| 2017 | Europei indoor   | Belgrado | Salto in alto | 5ª        | 1,92 m      |      |
| 2017 | Universiadi      | Taipei   | Salto in alto | 4ª        | 1,88 m      |      |